# Vita 34
Die Vita 34 AG ist ein börsennotiertes Pharmaunternehmen mit Sitz in Leipzig, welche die größte private Nabelschnurblutbank mit rund 215.000 Stammzelldepots, darunter 5.000 Spende-Präparate, in Deutschland betreibt. Seit März 2007 ist die Vita 34 AG börsennotiert. Der Unternehmensname leitet sich vom Lateinischen vita (Leben) und CD34, einem Marker für Blutstammzellen, ab.

## Unternehmensentwicklung
Vita 34 wurde am 28. April 1997 als VITA 34 Gesellschaft für Zelltransplantate mbH gegründet und erhielt die Zulassung als Arzneimittelhersteller. Nach eigenen Angaben ist sie damit die erste Nabelschnurblutbank in Europa. 2002 erfolgte die Umfirmierung in Vita 34 AG (Rechtsnachfolge). Vita 34 ist eine eingetragene Wort-/Bildmarke der Vita 34 AG. Im darauffolgenden Jahr zog das Unternehmen in die BIO CITY Leipzig um, wo ein „gläsernes Labor“ etabliert wurde, das Interessierten einen Einblick in den Herstellungsprozess erlaubt.
Am 1. Januar 2004 wurde die Holding VITA 34 International AG gegründet und es folgte der Eintritt auf den US-Markt, zusammen mit der in Philadelphia beheimateten US-amerikanischen Nabelschnurblutbank Cor-Cell, Inc. Die Vita 34 AG hielt zwei Drittel der Aktien an Cor-Cell. Cor-Cell war das erste Unternehmen in den USA, das eine staatliche Lizenz zur Lagerung von Nabelschnurblutpräparaten erhielt. Die Unternehmensverluste in den Jahren 2005 und 2006 resultierten aus Verlusten des amerikanischen Holding-Partners Cor-Cell. Das Neukundengeschäft der Cor-Cell wurde am 1. Oktober 2006 jedoch wieder verkauft, das Bestandsgeschäft im Februar 2007, sodass heute das gesamte operative Geschäft über die Vita 34 AG abgewickelt wird.
2005 wurde erstmals ein zuvor bei Vita 34 eingelagertes Nabelschnurblut-Präparat in Deutschland angewendet.
Im März 2007 erfolgte der Börsengang der VITA 34 International AG, seit dem 27. März ist das Unternehmen an der Frankfurter Wertpapierbörse notiert.
Im Mai 2010 erwarb Vita 34 die Mehrheit an dem spanischen Distributor Secuvitia S.L., dem bisherigen exklusiven Vertriebspartner von Vita 34 in Spanien. Die Vita 34 AG hält mittlerweile 88 % an dem spanischen Unternehmen.
Die operative Tochter Vita 34 AG wurde 2011 auf die Muttergesellschaft Vita 34 International AG verschmolzen und firmiert seitdem ausschließlich unter dem Namen Vita 34 AG.
2012 führte die Vita 34 AG ein neues, barrierefreies Register für Nabelschnurblut-Stammzellen ein: www.stemcellsearch.org. Die Online-Plattform ermöglicht die kostenlose Recherche nach geeigneten Spenderpräparaten bei Vita 34. Im gleichen Jahr wurde der Leipziger Biotechnologie-Spezialist BioPlanta übernommen und auf die Vita 34 AG verschmolzen. Der BioPlanta-Chef André Gerth wurde in den Vorstand von Vita 34 berufen. Fokus der BioPlanta GmbH war die Produktion von pflanzlichen Wirkstoffen für den Umwelt- und Pharmaziebereich. Schon 2011 arbeitete die Vita 34 AG mit der BioPlanta GmbH innerhalb eines Forschungsprojektes zur Entwicklung eines Produktionsverfahrens von Frostschutzproteinen in Pflanzenbioreaktoren und deren Anwendung bei der Kältekonservierung von Stammzellen zusammen.
Ende 2012 bezog Vita 34 den neuen Gebäudekomplex BioCube, direkt neben der BioCity Leipzig. Das darin befindliche Lager hat Kapazitäten für 350.000 Präparate.
Seit März 2013 ist neben der Entnahme von Nabelschnurblut auch die Einlagerung von Nabelschnurgewebe möglich. In diesem findet sich der Typ der mesenchymalen Stammzellen (MSC), die z. B. neues Bindegewebe, Knorpel sowie Knochen entstehen lassen können, in besonders großer Menge.
Mitte 2015 übernahm das Leipziger Biotech-Unternehmen Geschäftsanteile des serbischen Partners Bio Save sowie des Kooperationspartners Imunolita aus Litauen. Im September wurde der Kauf der dänischen Nabelschnurblutbank StemCare bekanntgegeben. Im Sommer 2017 übernahm Vita 34 den Anbieter Seracell aus Rostock um rund 14 Mio. Euro und erhöhte damit die Marktkonzentration für kommerzielle Einlagerungen in Deutschland.
| Unternehmensergebnis | Unternehmensergebnis | Unternehmensergebnis | Unternehmensergebnis | Unternehmensergebnis | Unternehmensergebnis | Unternehmensergebnis | Unternehmensergebnis | Unternehmensergebnis | Unternehmensergebnis | Unternehmensergebnis | Unternehmensergebnis |
|                      | 2005                 | 2006                 | 2007                 | 2008                 | 2009                 | 2010                 | 2011                 | 2012                 | 2013                 | 2014                 | 2015                 |
| -------------------- | -------------------- | -------------------- | -------------------- | -------------------- | -------------------- | -------------------- | -------------------- | -------------------- | -------------------- | -------------------- | -------------------- |
| Umsatz in Mio. Euro  | 10,23                | 11,56                | 15,43                | 14,96                | 15,10                | 16,96                | 16,00                | 13,60                | 13,55                | 13,79                | 14,17                |
| EBITDA in Mio. Euro  | 1,455                | 0,796                | −0,428               | −1,826               | 0,739                | 1,687                | 0,638                | 0,414                | 2,658                | 2,775                | 3,895                |
| Gewinn in Mio. Euro  | −1,919               | −2,866               | −1,185               | −1,71                | 0,60                 | 0,35                 | 1,19                 | −0,61                | 0,79                 | 0,99                 | 1,70                 |

Die Vita 34 AG ist mit 215.000 eingelagerten Präparaten (Stand Oktober 2018) die größte private Nabelschnurblutbank in Deutschland. Die Aktiengesellschaft hat ihren Sitz in Leipzig und beschäftigt 100 Mitarbeiter (März 2017). Im Jahr 2014 erzielte das Unternehmen einen Umsatz von 13,8 Millionen Euro und ein operatives Ergebnis (EBITDA) in Höhe von 2,8 Millionen Euro.

## Management
Der Vorstand der Vita 34 AG besteht aus zwei Mitgliedern: Wolfgang Knirsch (CEO) und Falk Neukirch (CFO). Der Aufsichtsrat hat zurzeit vier Mitglieder. Aufsichtsratsvorsitzender ist Frank Köhler, außerdem gehören Steffen Richtscheid und Gerrit Witschaß sowie Mariola Söhngen dem Aufsichtsrat an.
Hauptanteilseigner sind mit 16,5 % Gründer und Management, HSCI OJSC mit 11,2 % sowie die Axxion S.A. mit 3,3 % (September 2015).

## Tätigkeitsgebiet

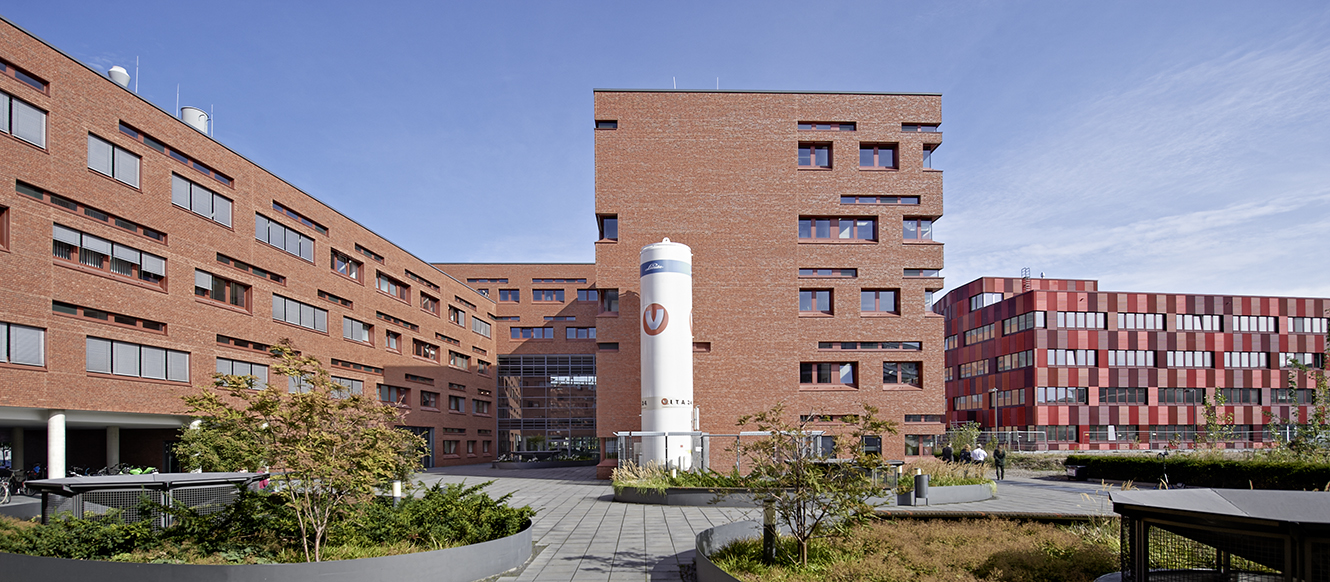
BioCube neben der BIO CITY Leipzig – Sitz der Vita 34 AG

Die Vita 34 beschäftigt sich mit der Gewinnung, Aufbereitung und Langzeitkonservierung von Stammzellen aus Nabelschnurblut und -gewebe.
Seit 2002 besteht die sogenannte Geschwisterinitiative: Eltern erhalten die Möglichkeit einer kostenfreien Einlagerung von Nabelschnurblut-Stammzellen eines Neugeborenen im Fall eines schwer erkrankten Geschwisters.
Im Jahr 2007 erweiterte die Vita 34 ihr Angebotsspektrum mit VitaPlusSpende. Dabei werden die gewebespezifischen Merkmale des Stammzellpräparates mit Zustimmung der Eltern anonymisiert an ein öffentliches Stammzellregister übermittelt und stehen damit potenziell erkrankten Empfängern zur Verfügung. Im Falle einer Anforderung der Spende über das Stammzellregister können die Eltern entscheiden, ob sie die Spende freigeben, und bekommen in diesem Fall die Kosten der Einlagerung zurückerstattet. Diese Spendeoption bietet Vita 34 in fast jeder Entbindungsklinik in Deutschland an.
2013 erweiterte die Vita 34 AG ihr Angebot um die Einlagerung von stammzellreichem Nabelschnurgewebe. Die Nabelschnur enthält vor allem mesenchymale Stammzellen (MSC). Diese Zellen sind unter anderem in der Lage, Bindegewebe, Knorpel und Knochen zu bilden.

### Behördliche Genehmigungen und Zulassungen
Die Vita 34 AG besitzt alle notwendigen behördlichen Genehmigungen und Zertifizierungen, wie die Herstellungserlaubnis für Nabelschnurblut als Eigen- und Fremdblut, die Genehmigung für den Einsatz bei Bluterkrankungen und für den Einsatz der ersten europäischen Typ-1-Diabetes-Studie. Die Genehmigungen gelten zudem für die weltweite Abgabe, beispielsweise für Therapien in den USA.
Als einzige deutsche Nabelschnurblutbank besitzt die Vita 34 AG die Zulassung vom deutschen Bundesinstitut für Impfstoffe und biomedizinische Arzneimittel (Paul-Ehrlich-Institut) für die Herstellung und Abgabe von allogenen Präparaten.
Vita 34 AG verfügt über ein eigenes Labor mit staatlicher Akkreditierung für die Good-Manufacturing-Practice-Herstellung (GMP) von Stammzellpräparaten. Seit 1997 besitzt die Vita 34 AG diese Erlaubnis.
2012 entwickelte die Vita 34 AG das weltweit erste Verfahren, mit dem die gesamte Nabelschnur eingelagert werden kann. Vita 34 erfüllt als einziges Unternehmen in Deutschland die behördlichen Anforderungen, Nabelschnurgewebe für die Herstellung von Stammzellpräparaten einzulagern.

### Anwendungen von Nabelschnurblut
Bei Vita 34 ist prozessiertes Nabelschnurblut sowohl in der Forschung als auch in der klinischen Praxis eingesetzt worden. Bisher konnte das bei der Vita 34 AG eingelagerte Blut nach eigenen Angaben 30 Mal angewendet werden. Stammzellen aus Nabelschnurblut sind in vielen Anwendungsgebieten der Regenerativen Medizin sehr gefragt.

### Forschungsengagement und Kooperationen
Die Vita 34 AG beteiligt sich zusammen mit Forschungseinrichtungen und Universitäten an Studien in der Stammzellforschung.
Aktuell sind weltweit 284 klinische Studien registriert, die sich mit der Transplantation von Nabelschnurblut mit den spezifischen Anwendungsgebieten befassen.
Darunter zählen auch folgende Studien, an denen die Vita 34 AG beteiligt ist:
- Klinische Studie zur Behandlung von Typ-1-Diabetes durch körpereigene Stammzellen aus Nabelschnurblut in Kooperation mit der Technischen Universität München
- Stammzelltherapie zur besseren Durchblutung und Pumpleistung des Herzmuskels nach einem Herzinfarkt in Zusammenarbeit mit der Universität Rostock
- Stammzelltherapie mit Nabelschnurblut zur Verminderung von Lähmung und Bewegungsstörungen nach einem Schlaganfall gemeinsam mit der Universität Leipzig und dem Fraunhofer-Institut IZI
- Studie zur Züchtung funktionierender biologischer Herzklappen aus Stammzellen aus Nabelschnurblut partnerschaftlich mit der Universität Zürich
- Stammzelltherapie mit Nabelschnurblut bei Herzfehlbildungen zusammen mit der Universität Rostock
- Rückprogrammierung von Nabelschnurblutzellen in iPS-Zellen (induzierte pluripotente Stammzellen) im Verbund mit der Medizinischen Hochschule Hannover

2012 begann die Vita 34 AG u. a. zusätzlich zwei weitere Forschungsprojekte.
Zum einen untersucht die Vita 34 AG in Kooperation mit der Abteilung Hämatologie der Universität zu Leipzig die Wirksamkeit von mesenchymalen Stammzellen aus der Nabelschnur bei Blutstammzelltransplantationen in der Leukämiebehandlung. Ziel ist es, die lebensbedrohliche Immunreaktion von fremdem Gewebe gegen das eigene Gewebe (Graft-versus-Host-Erkrankung) zu unterdrücken. Dabei werden die mesenchymalen Stammzellen aus dem Nabelschnurgewebe gewonnen.
Darüber hinaus entwickelt die Vita 34 AG aktuell Vitalitätsmarker für die Qualitätssicherung bei kryokonservierten Pflanzen in Biobanken.

### International Business
Über Vertriebspartner und Tochtergesellschaften ist die Vita 34 AG neben Deutschland in 20 Ländern tätig, u. a. in Österreich, der Schweiz, der Slowakei, Italien, Spanien, Slowenien, Serbien, Bosnien-Herzegowina, Montenegro, Mazedonien, Bulgarien, Rumänien und Kroatien. Darüber hinaus bestehen Engagements in Chile, Vietnam und Mexiko für den Aufbau regionaler Nabelschnurblutbanken. Dabei stellt die Vita 34 AG den Kooperationspartnern Prozess-Know-how zur Verfügung. Die Kooperationspartner werden zertifiziert und geschult.

## Kritik
Zwei Journalisten deckten in einem investigativen Elternratgeber im Herbst 2011 auf, dass Vita34 verdeckt pseudo-unabhängige Websites betreibe und sogar Journalisten unter falschem Namen schreiben, um den Anschein unabhängiger Berichterstattung zu wecken.
Spiegel Online hat das inklusive weiterer Indizien für diese umstrittene PR-Praxis in einem Artikel vom 26. Dezember 2011 wiedergegeben.

## Das Gläserne Labor
2003 eröffnete die Vita 34 das erste gläserne Stammzelllabor in der BIO CITY Leipzig. Jeder Interessierte hat die Möglichkeit, das GMP-High-Tech-Labor zu besichtigen oder an einer Führung teilzunehmen. Es wird der Prozess bis hin zur Kryokonservierung der Stammzellpräparate gezeigt. Das Labor ist mit einer 360-Grad-Aufnahme auch im Internet zu sehen.